# Cerro Paranal Airport
Cerro Paranal Airport är en flygplats i Chile.   Den ligger i provinsen Provincia de Antofagasta och regionen Región de Antofagasta, i den norra delen av landet, 1 000 km norr om huvudstaden Santiago de Chile. Cerro Paranal Airport ligger 2 068 meter över havet.
Terrängen runt Cerro Paranal Airport är kuperad. Trakten runt Cerro Paranal Airport är nära nog obefolkad, med mindre än två invånare per kvadratkilometer.. Det finns inga samhällen i närheten. 
Trakten runt Cerro Paranal Airport är ofruktbar med lite eller ingen växtlighet.